# 森忠徳
森 忠徳（もり ただのり）は、播磨国赤穂藩10代藩主。赤穂藩森家16代。

## 略歴
文化15年（1818年）3月24日、9代藩主森忠敬の三男として生まれた。父の死後、家督は兄の忠貫が継いでいたが、文政10年（1827年）5月に早世した。忠貫には嗣子が無かったため、藩は改易や減封を恐れて6月に忠徳を忠貫の替え玉（表向きは同一人物）として擁立した。そのため記録上では、文政7年（1824年）8月5日に家督を継いだことにされている。
天保3年（1832年）12月26日、従五位下・信濃守に叙位・任官された。若年のため、分家の森主税家出身の家老の森可真が藩政を行い、緊縮財政政策を採用して藩財政の再建を目指した。しかし、天保の大飢饉で藩内は被害を受けたこともあり、窮した可真は借金返済の繰り延べを商人に求めたが、逆にその商人らによって藩が大坂城代に訴えられ、天保9年（1838年）に失脚した。
代わって藩主一門の森采女家出身の家老の森三勝が実権を握り、やはり倹約を中心とした5ヵ年計画を行ったが、嘉永2年（1849年）に借金が27万両になるなどして効果がなく、失敗して失脚した。次は藩主一門の森続之丞家出身の家老の森可則と勘定奉行の鞍懸寅次郎による改革が行われた。この間、忠徳は病弱で藩政を執ることができず、長男の忠弘が名代として藩政を行っていたが、この改革も忠弘の急死によって失敗し、可則らは可真によって追放・蟄居に処せられ、以後は可真によって赤穂藩は専横されることとなる。
忠徳は文久2年（1862年）1月21日、次男の忠典に家督を譲って隠居した。明治14年（1881年）12月27日に死去した。享年64。

## 系譜
- 父：森忠敬（1794年 - 1824年）
- 母：東姫 - 酒井忠実の娘
- 正室：酒井忠嗣の娘
  - 次男：森忠典（1848年 - 1883年）
  - 三男：森忠儀（1850年 - 1885年） - 森忠典の養子
- 継室：小笠原長昌の娘
- 継々室：牧野貞幹の娘
- 生母不明の子女
  - 長男：森忠弘
  - 四男
  - 女子：森某養女